# Società Geografica Italiana
La Società Geografica Italiana (in sigla: SGI) è un ente morale  il cui oggetto è promuovere il progresso delle conoscenze geografiche, la ricerca scientifica e svilupparne la divulgazione attraverso l'organizzazione di convegni e viaggi di studio. Fondata il 12 maggio 1867 a Firenze come libera associazione e nel 1869 ebbe il riconoscimento di ente morale, la Società è un'istituzione culturale ai sensi della Legge 17 ottobre 1996, n. 534, e un'associazione ambientalista ai sensi della Legge 8 luglio 1986, n. 349 ed ha sede a Roma, nel Palazzetto Mattei presso la Villa Celimontana, tra i colli Celio e Palatino.

## Storia

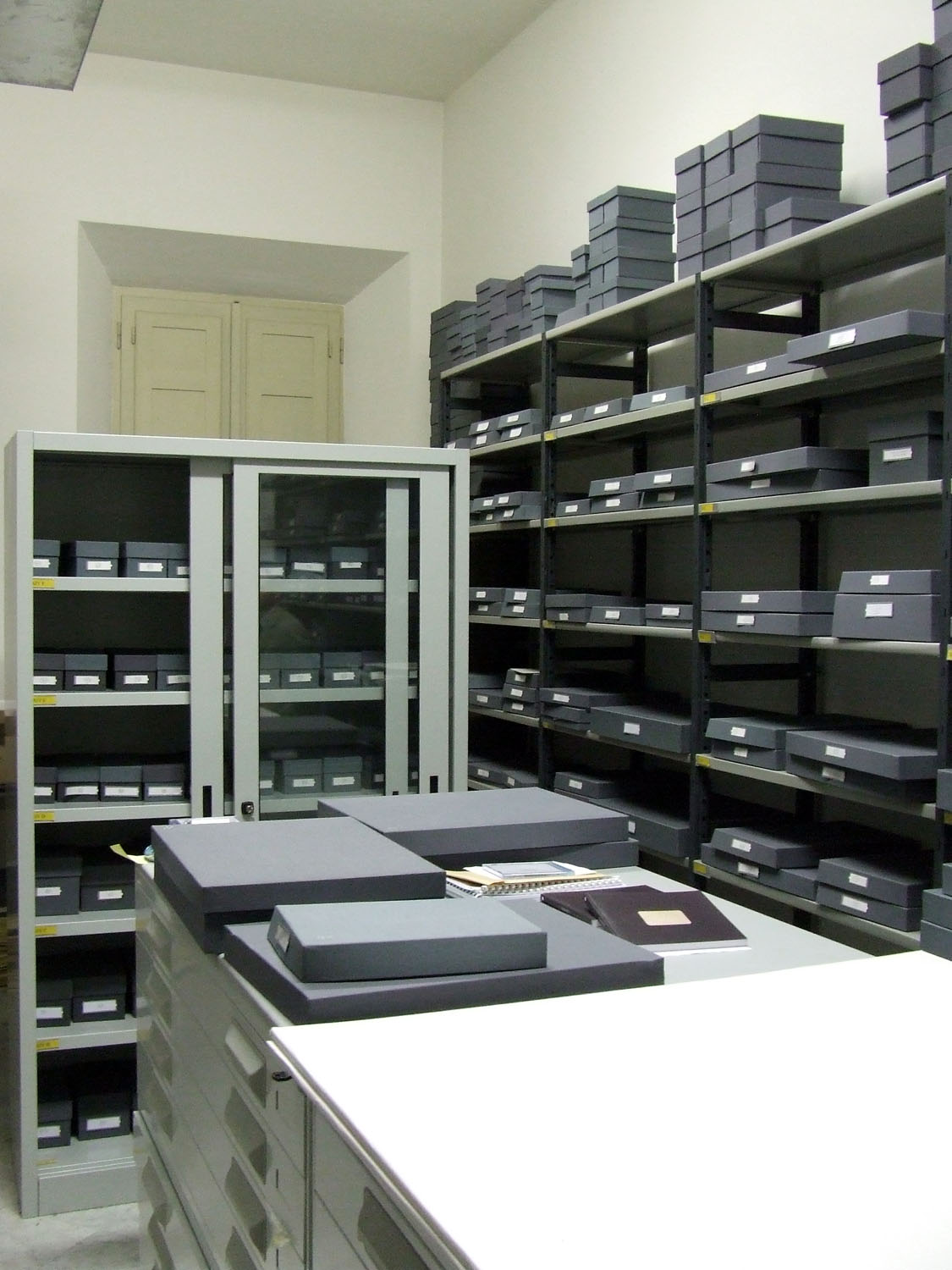
Gli archivi fotografici della Società Geografica Italiana contengono circa 150.000 immagini del fondo storico della SGI, del fondo Giotto Dainelli e del fondo Elio Migliorini. La sala è a temperatura e umidità controllate e ad accesso riservato.

Venne fondata nel 1867 presso il capoluogo toscano con l'intento di promuove le conoscenze geografiche e finanziare esplorazioni. Nel 1869 organizzò la prima spedizione esplorativa in Africa, con una missione in Eritrea di Orazio Antinori, che ne effettuò altre due in Tunisia (1875) ed Etiopia (1876); nel 1878 vi furono spedizioni sul lago Vittoria (C. Piaggia e R. Gessi), in Marocco (G. Adamoli), al Passaggio a Nord-Est (Giacomo Bove), Carlo Piaggia dette il suo contributo nel 1871  con l'esplorazione del fiume Anseba in Eritrea, sinché le spedizioni divennero sempre più numerose e frequenti e si intensificarono sino a comprendere iniziative in Asia e in America.
Nel Novecento, accantonate quelle finalità impostele governativamente dall'età coloniale, la Società si occupò di studi sull'emigrazione italiana all'estero e promosse ricerche sistematiche sull'ammodernamento dell'insegnamento della geografia nelle scuole, sui fenomeni di dissesto idrogeologico e sui terremoti.
In epoca odierna l’attività della Società è principalmente concentrata sulla promozione della ricerca scientifica e sulle attività di divulgazione, le quali vengono attuate tramite programmi di studi e ricerche riguardanti il territorio e l’ambiente.

## Gestione
La gestione della Società è affidata ad un consiglio direttivo composto di dodici membri elettivi,
due vicepresidenti e il presidente, cui si aggiungono membri designati da istituzioni e amministrazioni pubbliche.

## Patrimonio
La sua importante biblioteca contiene circa 400.000 volumi (oltre a circa 2.000 periodici di interesse geografico), è la più importante d'Italia e una delle principali del mondo. Vi è anche una raccolta di più di 50.000 carte geografiche moderne.
Il Fondo Antico della biblioteca raccoglie carte ed atlanti dal XV al XIX secolo.
Il Fondo Orientale si compone di rare rappresentazioni geografiche della Cina e del Giappone, prodotte fra il XVII e il XIX secolo, che sono solo una minima parte della ricchissima collezione orientale della Società Geografica, che ammonta a circa 2000 pezzi donati fra la fine dell'Ottocento e gli anni Venti da alcuni viaggiatori italiani in Cina e Giappone.
Sono inoltre conservate circa 150.000 immagini fotografiche.

## Attività

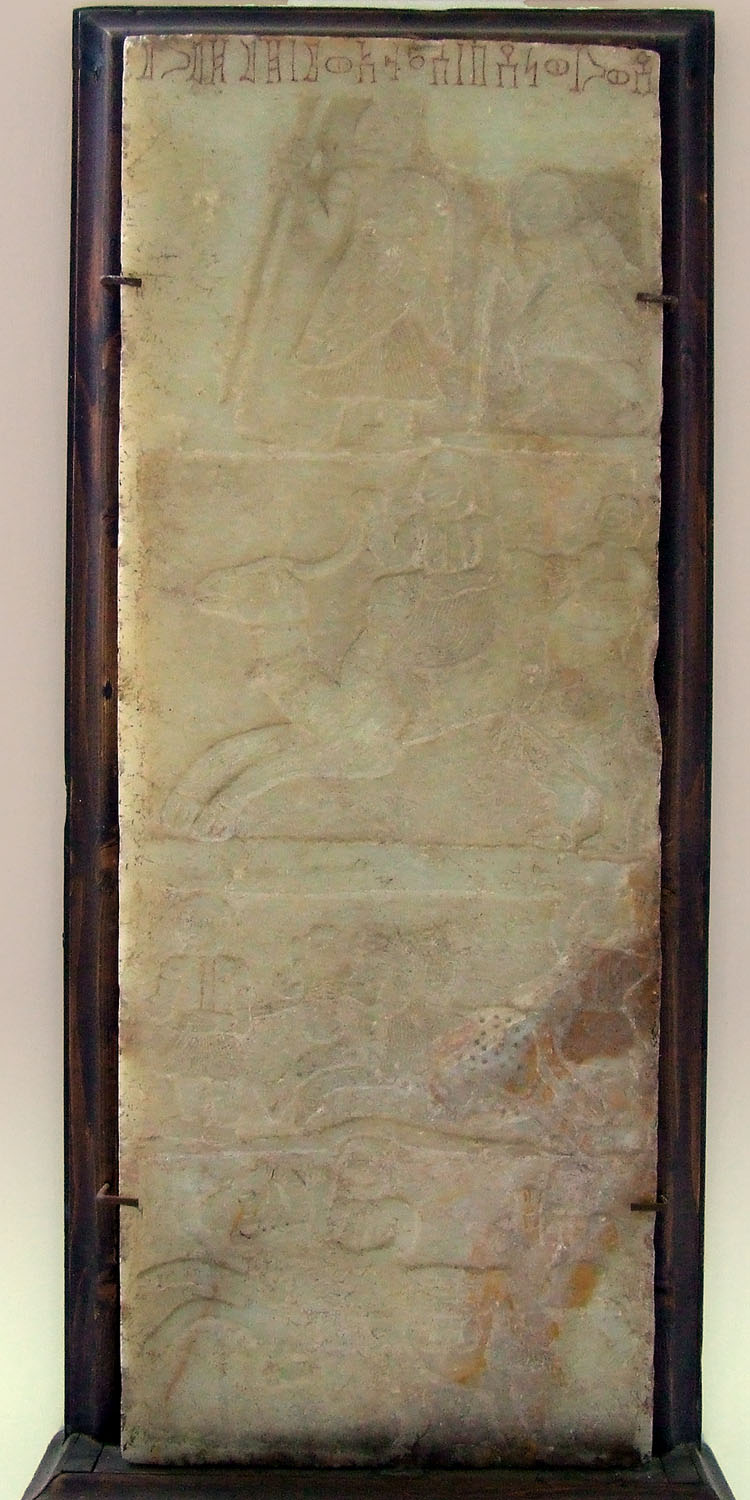
Stele himyaritica proveniente dall'Etiopia e antecedente al II secolo a.C.; fu acquisita al patrimonio della Società Geografica Italiana durante la segreteria di Orazio Antinori. Contiene una rappresentazione di Sa' Adaw Wam, signore di Madmar. Attualmente è conservata presso la sede della SGI a Villa Celimontana.

Negli anni novanta la Società ha collaborato a ricerche sull'agricoltura in Italia, finanziate dal Consiglio nazionale delle ricerche e dal Ministero delle politiche agricole, i cui risultati sono stati compendiati in una ventina di volumi, e nel primo atlante dell'agricoltura italiana.
Ha promosso l'istituzione della Società geografica europea, EUGEO, che ha sede anch'essa a Roma nel Palazzetto Mattei, e ospita la Casa della geografia, sede del segretariato permanente dell'Unione geografica internazionale.
Edita, sin dal 1868, il Bollettino della Società Geografica Italiana e pubblica le Memorie della Società Geografica Italiana.

## I presidenti
- 1867-1872 Cristoforo Negri
- 1873-1879 Cesare Correnti
- 1879-1887 Onorato Caetani di Sermoneta
- 1887-1891 Francesco Nobili Vitelleschi
- 1891-1900 Giacomo Doria
- 1900-1906 Giuseppe Dalla Vedova
- 1906-1906 Antonino di San Giuliano
- 1907-1915 Raffaele Cappelli
- 1916-1921 Scipione Borghese
- 1921-1923 Paolo Thaon di Revel
- 1923-1926 Luigi Federzoni
- 1926-1928 Pietro Lanza di Scalea
- 1928-1932 Nicola Vacchelli
- 1933-1944 Corrado Zoli
- 1944-1945 Roberto Almagià
- 1945-1955 Orazio Toraldo di Francia
- 1955-1961 Giovanni Boaga
- 1962-1969 Riccardo Riccardi
- 1969-1971 Ferdinando Gribaudi
- 1971-1977 Carlo Della Valle
- 1978-1987 Ernesto Massi
- 1987-1997 Gaetano Ferro
- 1997-2013 Franco Salvatori
- 2013-2015 Sergio Conti
- 2015-2019 Filippo Bencardino
- 2019-         Claudio Cerreti

## Galleria d'immagini

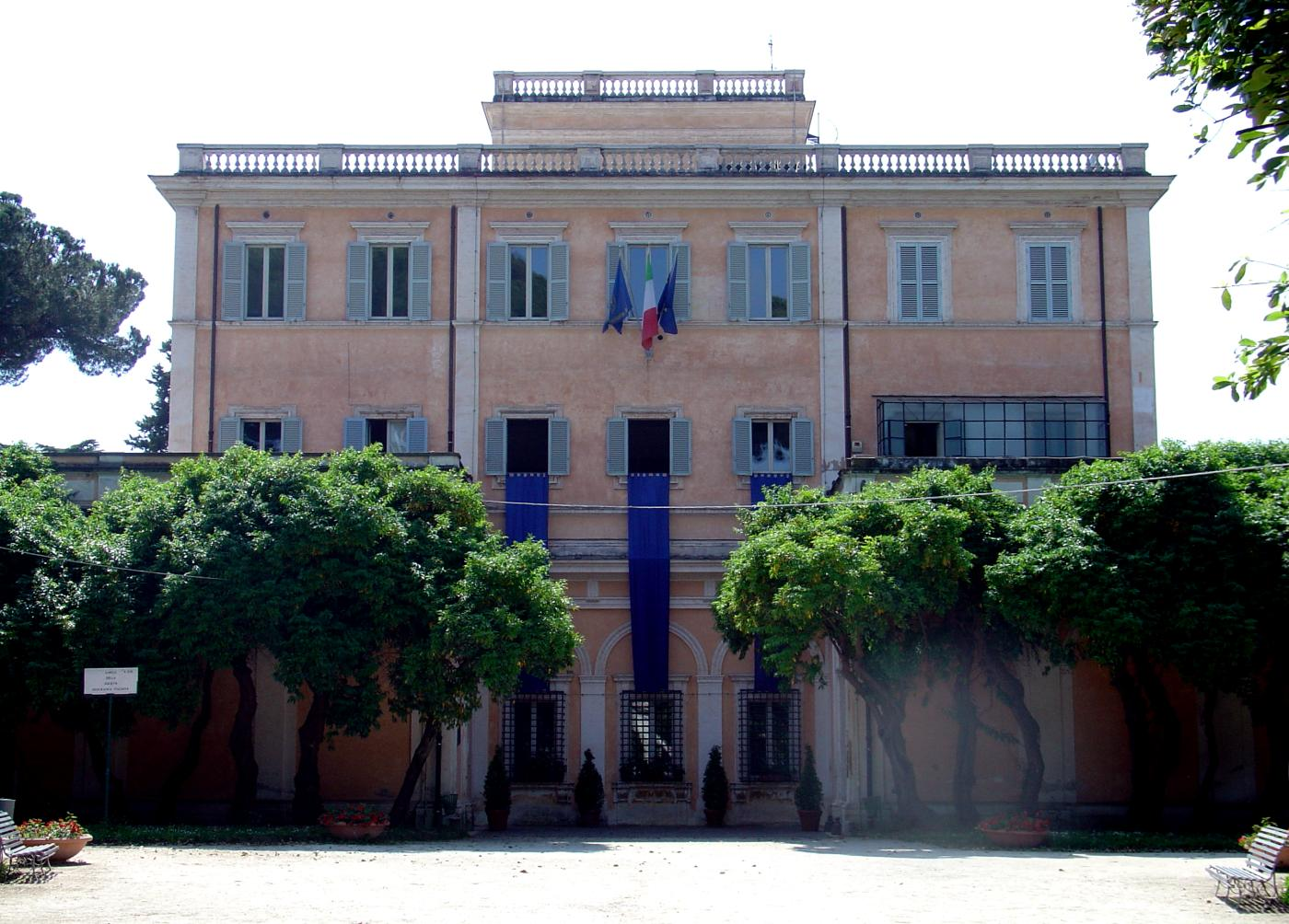
Palazzetto Mattei, sede della Società geografica italiana
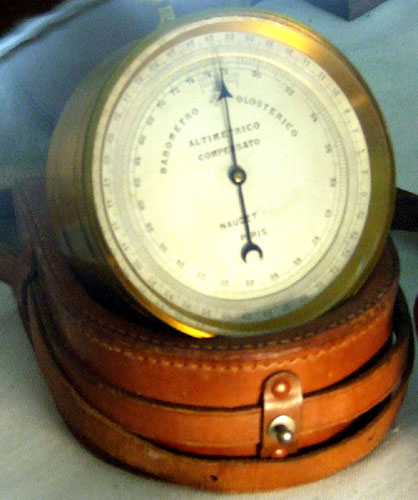
Uno dei tanti cimeli della Società geografica italiana: un barometro olosferico altimetrico usato durante le esplorazioni dell'Africa
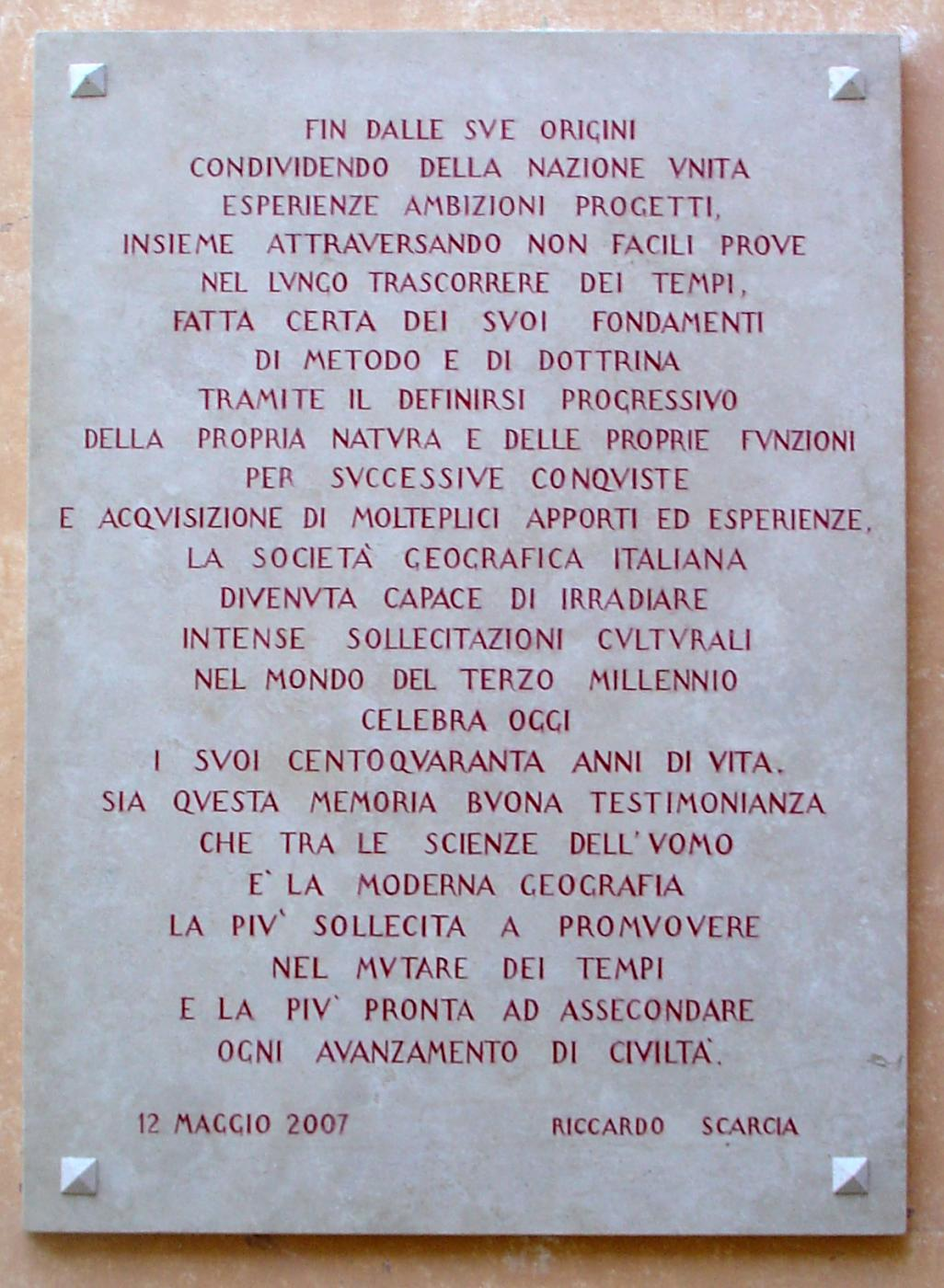
Targa ricordo per il 140º anniversario della fondazione della Società geografica italiana, apposta il 12 maggio 2007
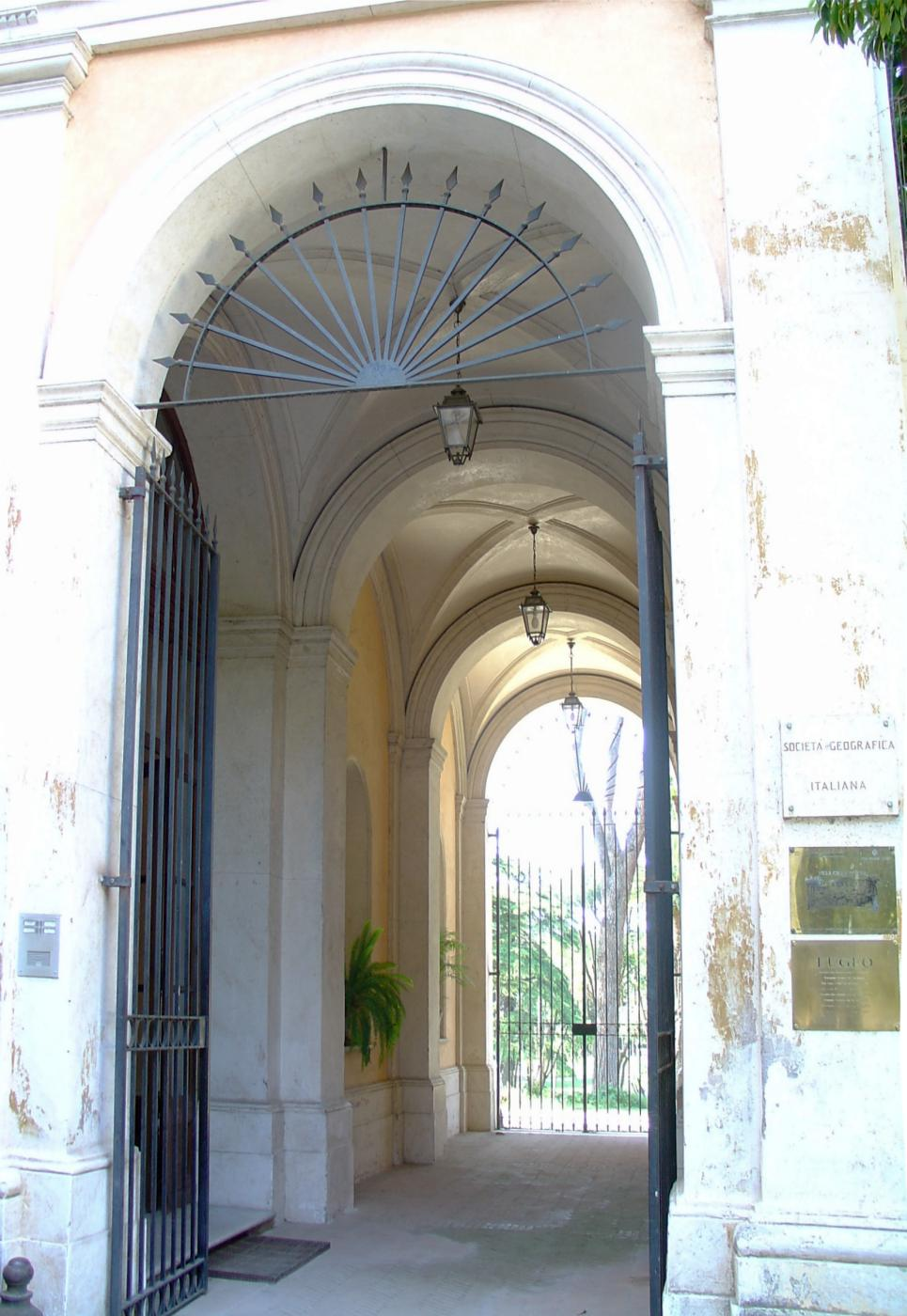
Ingresso della sede della Società geografica italiana, in Roma, Villa Celimontana, Palazzetto Mattei.